# عنايت عطار
عنايت عطار فنان تشكيلي سوري من مواليد 1948 عفرين - محافظة حلب، مقيم حاليا في فرنسا Inayat منذ عام 1993، اقيمت له عدة معارض فنية.

## وصلات خارجية
- عنايت عطار على موقع أرشيف الشارخ.
- www.inayat.fr